# Amiral Cécille (1888)
Amiral Cécille (jinak též zkráceně Cécille) byl chráněný křižník první třídy francouzského námořnictva. Třetí postavený francouzský chráněný křižník. Stejně jako jeho předchůdci měly být jeho hlavním úkolem operace proti nepřátelskému námořnímu obchodu. Ve službě ve francouzském námořnictvu byl v letech 1890–1919. Od roku 1907 byl využíván při výcviku.

## Stavba
Křižník postavila loděnice Forges et Chantiers de la Méditerranée v La Seyne. Stavba byla zahájena v srpnu 1886. Dne 3. května 1888 byl křižník spuštěn na vodu a v září 1890 byl přijat do služby.

## Konstrukce
Příď byla opatřena klounem. Pancéřování bylo ze svářkové oceli. Paluba měla sílu 55 mm s konci silnými 100 mm. Chráněna byla velitelská věž. Hlavní výzbroj tvořilo osm 165mm/30 kanónů M1881. Jeden byl na přídi, druhý na zádi a ostatní se nacházely na sponsonech na bocích trupu. Doplňovalo je deset 139mm/30 kanónů M1881. Dále nesly šest 47mm kanónů Hotchkiss, čtrnáct 37mm pětihlavňových revolverových rotačních kanónů Hotchkiss a čtyři 350mm torpédomety. Pohonný systém tvořilo dvanáct cylindrických kotlů a čtyři parní stroje o výkonu 10 200 hp, roztáčející dva lodní šrouby. Spaliny odváděly tři komíny. Dosah křižníku mělo prodloužit oplachtění třístěžňového barku. Nejvyšší rychlost dosahovala 19,4 uzlu. Dosah byl 8000 námořních mil při rychlosti deset uzlů.

### Modifikace
Během služby byl odstraněn záďový torpédomet.